# Isla Old Jerusalem
La Isla Old Jerusalem o la Isla Antigua Jerusalén (en inglés: Old Jerusalem Island; también llamada a veces Broken Jerusalem Island) es una isla rodeada de una serie de islotes deshabitados entre la isla Fallen Jerusalem y la Roca Round (Round Rock) en el territorio británico de ultramar de las Islas Vírgenes Británicas en el Caribe.
Se encuentra al sur de la mucho más grande isla de Virgen Gorda.